# Hanna Lis
Hanna Lis z domu Kedaj, primo voto Smoktunowicz (ur. 13 maja 1970 w Warszawie) – polska dziennikarka i prezenterka telewizyjna, z wykształcenia italianistka.
Rozpoczęła karierę dziennikarską w 1993. Przez wiele lat prowadziła i współtworzyła czołowe programy informacyjne i publicystyczne w Telewizji Polskiej, TV4 i Polsacie. Po zakończeniu współpracy z TVP na początku 2016 zajęła się tematyką lifestyle’ową: była gospodynią autorskiego programu podróżniczo-kulinarnego Bez planu w TVN Style (2016–2017) oraz prowadziła programy talk-show w Polsat Café i w Wirtualnej Polsce (2018, 2019). Po zakończeniu ich emisji zrezygnowała z dalszej pracy w mediach.

## Życiorys

### Rodzina i edukacja
Jest córką Waldemara Kedaja, dziennikarza prasowego, i dziennikarki Aleksandry Kedaj z domu Stampf'l (1942–2020), korespondentki „Życia Warszawy” w Rzymie w czasach PRL-u. Jej dziadkiem ze strony matki był Stanisław Stampf'l. W latach 1974–1980 mieszkała w Rzymie. W 1977 reprezentowała Polskę na 20. Międzynarodowym Festiwalu Piosenki Dziecięcej Zecchino d’Oro, na którym wykonała utwór „Rapa rapanello”, wyróżniony nagrodą Srebrnego Cekina dla najładniejszej piosenki zagranicznej. W 1979 wykonała ten utwór ponownie, gdy wraz z chórem Piccolo Coro dell’Antoniano uczestniczyła w audiencji indywidualnej u papieża Jana Pawła II. W latach 1980–1987 mieszkała w Szwecji.
Jest absolwentką Liceum im. Stefana Batorego w Warszawie. Przez rok studiowała japonistykę. Ukończyła italianistykę na Uniwersytecie Warszawskim. Zna biegle język angielski, włoski i szwedzki, porozumiewa się również w języku francuskim.

### Kariera zawodowa
Karierę dziennikarską rozpoczęła w 1993 w TVP1, gdzie prowadziła programy: Teleexpress (1993–2001), a także Klub dobrej książki, Twój dekalog i Stopklatkę. Wystąpiła epizodycznie w filmie Rób swoje, ryzyko jest twoje (2002). W maju 2003 została prowadzącą i wydawcą Dziennika w TV4, a od listopada 2003 do 2004 była kierownikiem zespołu redakcyjnego. Od października 2004 do września 2007 prowadziła Wydarzenia w telewizji Polsat. Odeszła z Polsatu na znak solidarności z Tomaszem Lisem, który był szefem programu.
W 2008 została prezenterką głównego wydania Wiadomości w TVP1. Prowadziła program publicystyczny Temat dnia. Rozmowa jedynki. W grudniu 2008 została bezterminowo odsunięta od prowadzenia Wiadomości, jednakże z początkiem stycznia 2009 powróciła na antenę. W kwietniu 2009 ówczesny prezes TVP Piotr Farfał rozwiązał z nią umowę o pracę, podając jako powód „poważne naruszenie zasad etyki dziennikarskiej” przy wydaniu Wiadomości z 20 kwietnia 2009. Przeciwko jej zwolnieniu zaprotestowało 30 dziennikarzy Wiadomości. W czerwcu 2009 Komisja Etyki TVP stwierdziła, że „w ramach wspomnianego wydania Wiadomości Hanna Lis nie dołożyła staranności i postąpiła w sprzeczności z rzetelnością dziennikarską”.
W maju 2012 wróciła do TVP, dla której prowadziła Panoramę w TVP2. W trakcie wydania programu z 11 lutego 2014 pozostawiła przy stole paczkę papierosów, co było szeroko komentowane w ogólnopolskich mediach i za co Lis przeprosiła widzów. Poza Panoramą prowadziła dla TVP cykl Kobiecy punkt widzenia, który od września 2012 do czerwca 2013 był emitowany w programie porannym Pytanie na śniadanie. Od września 2013 do marca 2014 prowadziła Panoramę dnia w TVP Info. Od kwietnia 2014 do stycznia 2016 prowadziła program Po przecinku w TVP Info. W styczniu 2016 została zwolniona z TVP w ramach przemian personalnych wśród dziennikarzy, które nastąpiły po zmianie kierownictwa Telewizyjnej Agencji Informacyjnej i zarządu Telewizji Polskiej. Wówczas zapowiedziała, że rezygnuje z pracy w publicystyce i dziennikarstwie informacyjnym.
W lutym 2016 została redaktorką lifestylowego działu w portalu naTemat.pl, jednak zrezygnowała z tego stanowiska dwa miesiące później. W tym samym roku wzięła udział (w parze z Łukaszem Jemiołem) w pierwszej edycji programu typu reality show Azja Express w TVN, który został wyemitowany jesienią. Równolegle stacja TVN Style wyemitowała pierwszy sezon jej autorskiego programu podróżniczo-kulinarnego Bez planu. Ze względu na wysoką oglądalność stacja zdecydowała się kontynuować produkcję programu i wiosną 2017 wyemitowała jego drugi sezon. Z powodu wysokich kosztów produkcji Bez planu przestał być realizowany.
Wiosną 2018 prowadziła talk-show Między słowami w Polsat Café. W czasie nadawania audycji stacja zajmowała trzecie miejsce w rynku telewizyjnym wśród kanałów lifestylowych. Wiosną 2019 przed wyborami do Parlamentu Europejskiego prowadziła cykl wywiadów Studio EuroWyborcza na portalu „Gazety Wyborczej”. W czerwcu tego samego roku ukazała się jej książka kucharska Mój świat na talerzu, a jesienią prowadziła program Hanna i przyjaciele w Wirtualnej Polsce, w którym rozmawiała z zaproszonym gościem, gotując przy tym. W czerwcu 2020 zrealizowała dwa odcinki programu kulinarnego Moje smaki w serwisie Onet.pl. Wkrótce później zakończyła pracę w mediach.

## Życie prywatne
W latach 1989–1998 jej mężem był prawnik Robert Smoktunowicz. Z nieformalnego związku z przedsiębiorcą Jackiem Kozińskim ma dwie córki, Julię (ur. 1999) i Annę (ur. 2001). W 2007 w polskim konsulacie w Rzymie poślubiła dziennikarza Tomasza Lisa, z którym rozwiodła się w 2022.
Chorowała na endometriozę.

## Osiągnięcia
Jest laureatką Wiktora w kategorii „odkrycie roku” za rok 1996 i była także dwukrotnie nominowana w kategorii „najlepszy prezenter TV” za rok 2006 i 2007. W 2009 otrzymała nagrodę „Zacnego uczynku” przyznaną za indywidualną odwagę i uczciwość zawodową. Sześciokrotnie nominowana w plebiscycie „Tele Tygodnia” do Telekamery w kategoriach: „informacje” (2004, 2005, 2006, 2007, 2009) i „prezenter informacji” (2013).  
Została nagrodzona jako najlepiej ubrana w kategorii „informacja/publicystyka” za rok 2008 w konkursie Oskary Fashion organizowanym przez miesięcznik „Fashion Magazine” oraz nominowana w kategorii „gwiazda stylu” w plebiscycie Gwiazdy Plejady w 2019. Była nominowana do Róży Gali w kategorii „Piękne debiuty” (2005) i dwukrotnie nominowana w plebiscycie dwutygodnika „Viva!” do tytułu „Najpiękniejszej Polki” (2005, 2007).
W 2005 została umieszczona w rankingu najbardziej wpływowych kobiet sporządzonego przez dziennik „Życie Warszawy”. Znajdowała się na liście „100 najcenniejszych gwiazd polskiego show-biznesu” miesięcznika „Forbes Polska” w latach 2007–2011, zajmując najwyższą, 12. pozycję w 2009. 